# Далибор Јевтић
Далибор Јевтић (Приштина, 31. март 1978) српски је политичар, бивши заменик председника општине Штрпце, као и бивши Министар за заједнице и повратак и Заменик председника Владе у Влади Косова.

## Биографија
Далибор Јевтић рођен је у Приштини 31. марта 1978. године. До именовања на позиције потпредседника Владе и министра за заједнице и повратак Влади Косова, Рамуша Харадинаја, обављао је дужност министра за заједнице и повратак у влади Исе Мустафе, од априла 2015. године до септембра 2017. године. Претходно је у општини Штрпце био на позицији заменика градоначелника и то у периоду март-април 2015. године. На позицији министра за заједнице и повратак у влади Хашима Тачија, био је и у периоду од марта 2013. до децембра 2014. године. Пре своје политичке каријере од 2001. до 2009. године радио је за америчку компанију КБР на Косову и у Ираку где је радио као менаџер. Неколико пута је награђиван од стране Владе и Војске САД-а за изузетан рад и допринос и био проглашен за менаџера године 2009. у време када је радио као менаџер на пројекту логистичке подршке у мировним мисијама у Ираку. Од Српске православне цркве (СПЦ) добио је посебно признање Епархије Рашко-призренске "Грамата" за велики допринос у обнови православних светиња на Косову. По занимању је мастер правник, говори српски, енглески и служи се албанским језиком.

## Политичка каријера
Политичку каријеру започео је у Самосталној либералној странци (СЛС) где је најпре учествовао на локалним изборима у Штрпцу, када је та странка први пут учествовала и одмах освојила запажене резултате, као и локалну власт у Штрпцу. У општини Штрпце октобра 2009. године почео је да ради као саветник и шеф Кабинета председника општине у Општини. Фебруара 2010. године постао је високи функционер у Самосталној либералној странци када је изабран за директора Странке и од тада је преузео у надлежност организацију странке и свих наредних избора. У општини Штрпце марта 2010. године заузео је позицију извршног директора и директора за односе са јавношћу, да би марта 2013. године преузео дужност министра за заједнице и повратак у Влади Косова. Као министар бавио се проблемима повратника али посебно је радио на питању опстанка српског народа на Косову и за време његовог мандата изграђено је више од 400 кућа и реализовано више пројеката у оквиру подршке процесу повратка и опстанка. Након избора 2014. године и завршетка мандата Владе Косова поново се враћа у локалну самоуправу где је марта 2015. године постао заменик председника општине Штрпце, да би се већ априла исте године на предлог Листе Српска вратио на чело Министарства за заједнице и повратак. Претходно је услед неслагања са политиком СЛС-а у лето 2014. године напустио ову политичку партију и заједно са својим сарадницима и политичким саборцима септембра 2015. године прикључио се Српској напредној странци (СНС), Александра Вучића.

## Признања
- Грамата Светог Архијерејског Сабора Српске православне цркве (септембар 2014)[2]
- Менаџер године 2008. КБР
- Више десетина признања и плакета захвалности (2000—2016)